# Mélodie Daoust
Mélodie Daoust, född den 7 januari 1992 i Salaberry-de-Valleyfield i Québec, är en kanadensisk ishockeyspelare som spelar för Montréal Canadiennes och Kanadas damlandslag i ishockey.
Hon tog OS-guld i damernas ishockeyturnering i samband med de olympiska ishockeytävlingarna 2014 i Sotji. Vid hockeyturneringen vid olympiska vinterspelen 2018 i Pyeongchang tog hon en silvermedalj.